# VEB Arena
Arena VEB (também conhecida como CSKA Arena, de acordo com as regras do patrocínio da UEFA) - é o estádio de futebol em Moscou . Arena de casa do CSKA .
A construção do estádio começou no local do antigo estádio do CSKA em maio de 2007 e se estendia por 9 anos. Oficialmente o estádio foi inaugurado em 23 de agosto de 2016. O custo final da arena foi de 350 milhões de dólares americanos. Os arquitetos do estádio são Dmitry Bush e Andrey Bokov.

O recorde de maior público nas competições europeias foi registrada na partida do CSKA da Liga Europa da UEFA contra o Arsenal de Londres, quando 29.284 pessoas estiveram presentes no estádio. O recorde de maior público nos jogos do Campeonato Russo de Futebol foi gravado em 23 de setembro de 2018, quando o dérbi CSKA Moscou - Spartak Moscou foi visitado por 29.361 espectadores 

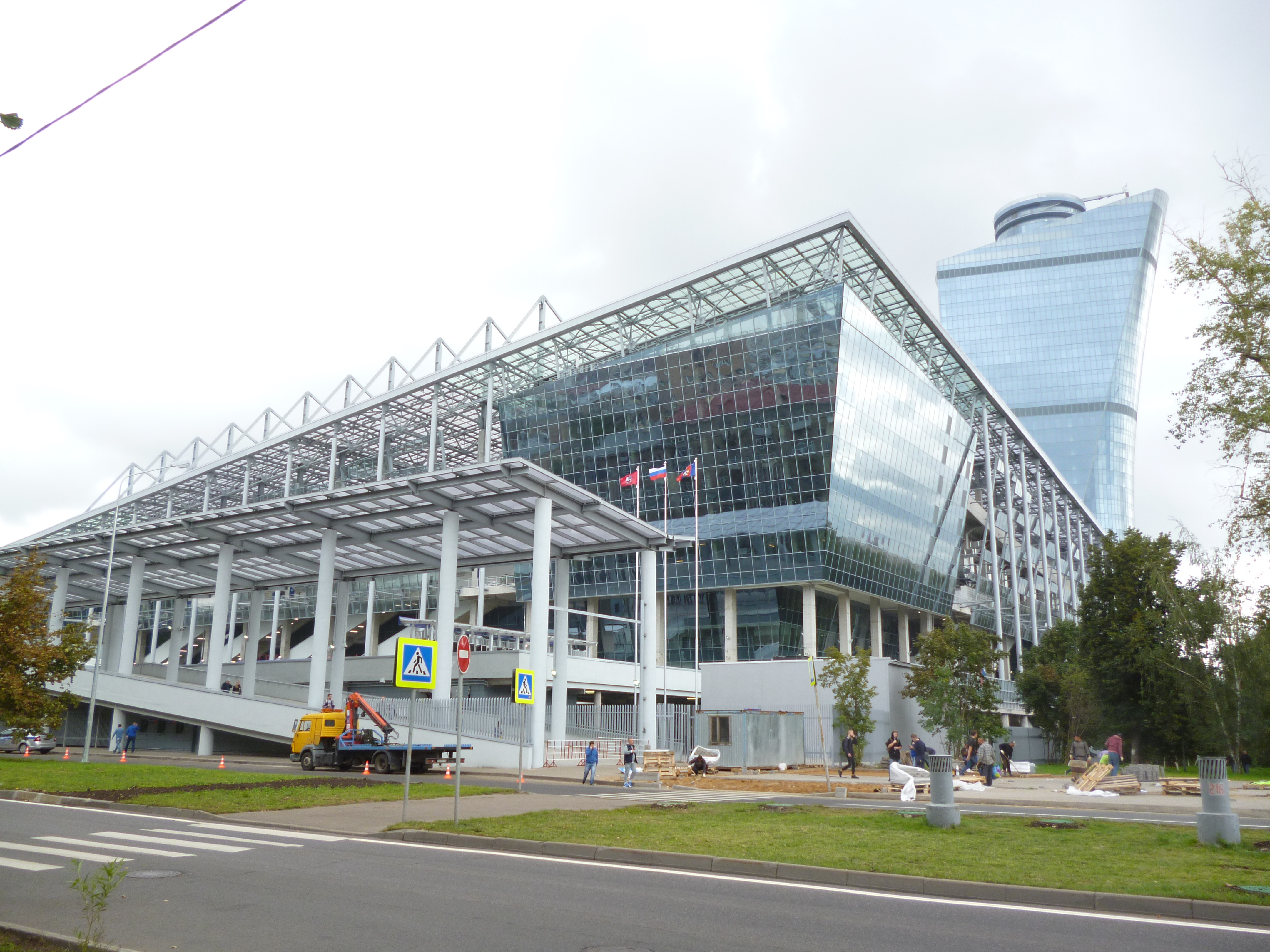
Estádio de lado da rua Peschanaya Terceira

## Telhado retrátil
Em fevereiro de 2015, Yevgeny Giner anunciou que a construção do estádio previa um telhado retrátil. Isso será feito como segunda etapa, quando haverá dinheiro (cerca de US $ 30 milhões).

## Construção

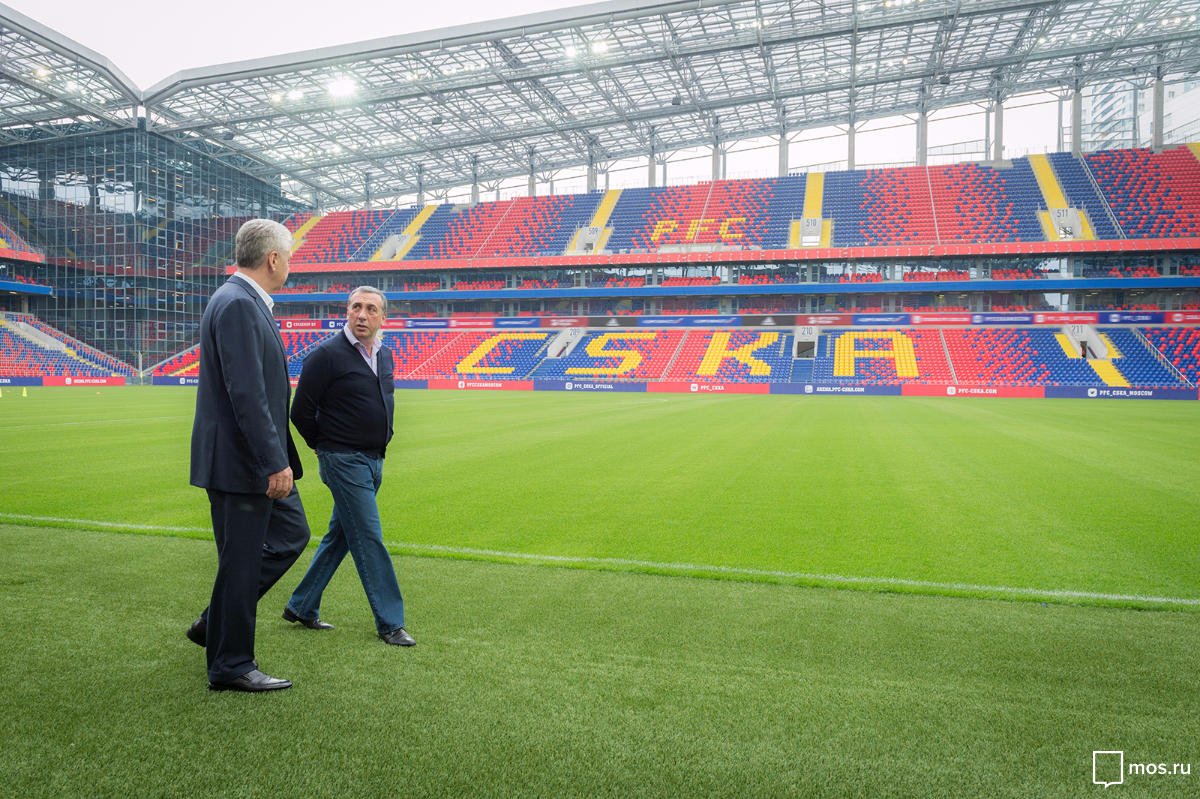
Sergey Sobyanin e Evgeny Giner na inspeção do novo estádio (20 de agosto de 2016)

O órgão federal estatal do Ministério da Defesa do CSKA em 2005 fez um contrato de investimento com o CSKA para construir uma nova arena de futebol para 30 mil espectadores no local do antigo estádio do CSKA e para o qual transferiu um terreno de 6,8 hectares. A demolição do antigo estádio foi realizada no final de 2006. A cerimônia de colocação da primeira pedra foi realizada em maio de 2007. A construção do estádio começou em 9 de dezembro de 2007. Em agosto de 2008, foi lançada a primeira camada da fundação do futuro estádio.
Inicialmente, o final da construção foi indicado em 2009, mas devido ao fato de que a preparação da documentação para a construção levou muito tempo, o prazo da inauguração do estádio foi adiado primeiro para maio de 2010, e depois para o verão de 2013. Mais tarde, devido a uma disputa judicial com o Ministério da Defesa, a construção do estádio foi temporariamente suspensa. No entanto, um ano depois, os lados chegaram a um acordo amigável. A resolução da disputa tornou-se possível depois que o clube comprou o terreno para o estádio do Ministério da Defesa em leilão. Segundo o Kommersant, a soma da transação foi de cerca de 1 bilhão de rublos.
Em abril de 2011, a Comissão de Planejamento Urbano e Terrestre de Moscou tomou uma decisão positiva sobre a construção do estádio. Além disso, o complexo será um centro de negócios e um hotel - apenas 70 mil metros quadrados. Eles estarão localizados na torre de 170 metros ao lado, em cima da qual haverá uma bola de vidro gigante. A forma do edifício da torre irá assemelhar-se à Copa da UEFA conquistada pelo clube em 2005. O estacionamento multinível para 26,1 mil metros quadrados pode acomodar 1.400 carros. O novo estádio será quase completamente coberto e insonorizado. Um teto também será instalado no estádio, protegendo os torcedores do clima e garantindo que a quantidade máxima de luz natural penetre no prédio. Tudo isso permitirá, segundo Evgeny Giner, aumentar o audiência dos jogos em casa da equipe.
Em abril de 2012, Vnesheconombank (VEB) concordou em participar no financiamento da construção do estádio no valor de 14 bilhões de rublos. Este empréstimo é projetado por 10 anos. .
Em maio de 2014, Yevgeny Giner confirmou que o CSKA deveria jogar sua primeira partida no estádio na primavera de 2015.
Em meados de agosto de 2014, começou a instalação do telhado do estádio.
No início de novembro de 2014, Giner citou o custo total do complexo - 400 milhões de dólares americanos , incluindo de 280 a 300 milhões de dólares - o custo da arena de futebol e nomeou a data da abertura do estádio - de julho a setembro de 2015. No verão de 2015, o chefe da construção do estádio, CSKA, nomeou novas datas aproximadas para o objeto a ser terminado - do final de 2015 ao início de 2016. Em fevereiro de 2016, foi anunciado que o estádio entrará em funcionamento até o final de junho de 2016. Estádio foi colocado em operação em 17 de agosto de 2016.
Em 23 de agosto de 2016, em uma reunião com os torcedores, Yevgeny Giner confirmou que o nome do estádio é “CSKA Arena”.
Em 28 de fevereiro de 2017, no Fórum Econômico de Sochi, o presidente do clube e presidente da empresa estatal “Vnesheconombank”, Sergey Gorkov chegaram a um acordo sobre designação do nome “VEB Arena” para o estádio.

## Jogos

### Jogos domésticos

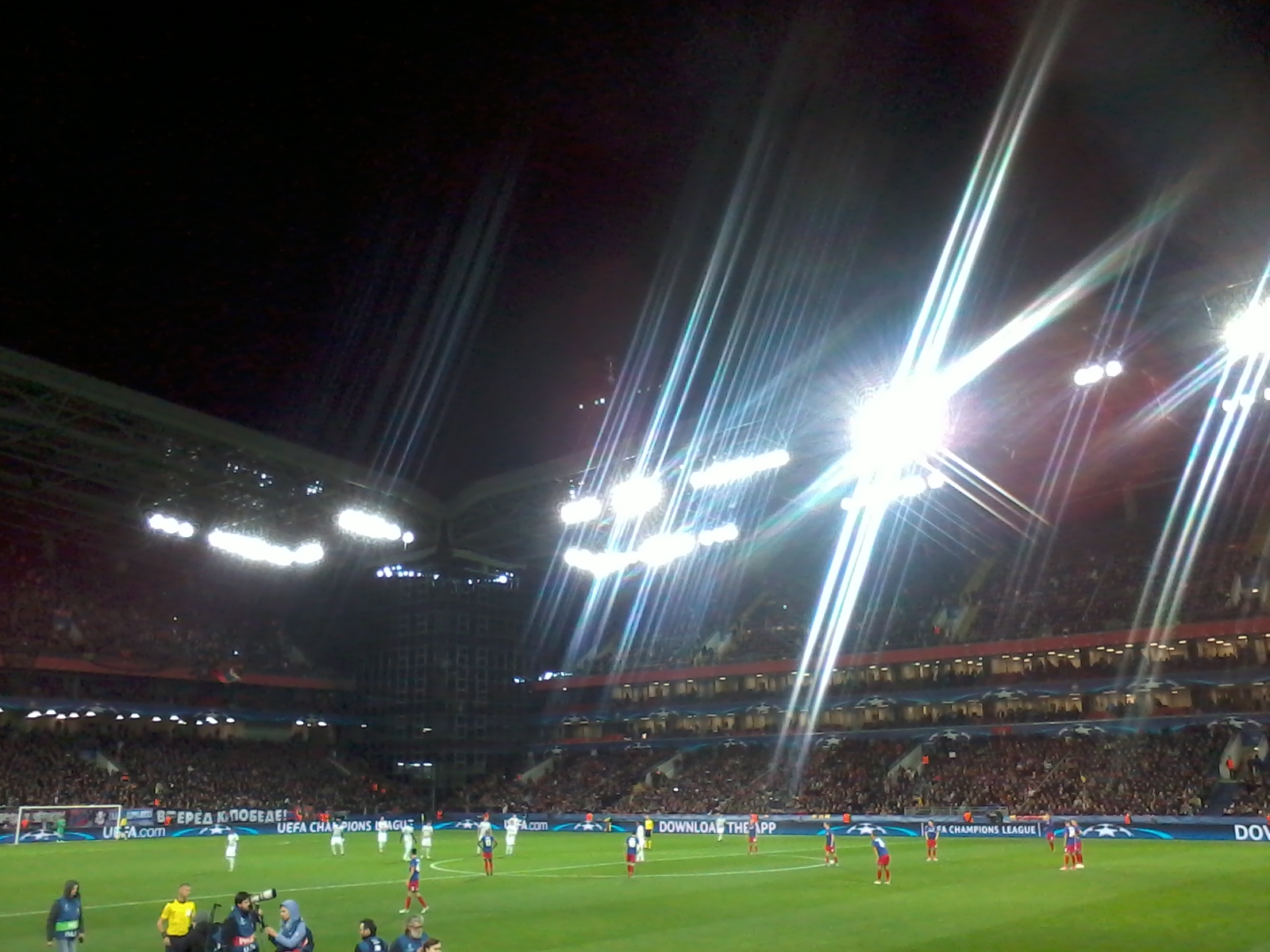
No jogo CSKA - Manchester United, o recorde de público no estádio foi definido (29.073 espectadores), que durou até 12 de abril de 2018

O primeiro jogo no novo estádio foi o jogo da Supercopa da Rússia 2016 entre o campeão da Rússia “CSKA” e o dono da Copa da Rússia “Zenit” em 23 de julho de 2016, mas devido à indisponibilidade do objeto, o jogo foi transferido para o estádio de Lokomotiv Moscou. Em 4 de setembro de 2016, ocorreu a primeira partida, sem espectadores nas arquibancadas (um jogo amigável com o Torpedo de Moscou), no qual o CSKA venceu com placar 3-0. O primeiro jogo oficial no estádio do CSKA foi realizado em 10 de setembro contra o Terek e venceu com placar 3-0. O primeiro gol na arena nova foi marcado por Lacina Traoré
.
A primeira partida no estádio com o novo nome do estádio CSKA realizou em 04 de março de 2017 contra o Zenit, o jogo terminou em empate 0:0. O recorde de público foi atualizado nesse jogo (26.800 espectadores)
Em 30 de abril de 2017, o CSKA recebeu pela primeira vez em seu estádio o Spartak Moscou. O jogo terminou com a derrota do CSKA (1-2), esta foi a primeira derrota do CSKA no seu estádio no Campeonato Russo.

### Jogos europeus
Em 27 de setembro de 2016, o CSKA jogou a primeira partida europeia no estádio - na Liga dos campeões da UEFA contra o clube inglês Tottenham Hotspur, onde perdeu 0-1.
Exatamente um ano após a primeira partida europeia no estádio, o CSKA também jogou na Liga dos Campeões da UEFA contra o time inglês, mas desta vez contra o Manchester United. Vale ressaltar que os bilhetes para este jogo não poderiam ser comprados separadamente: todos os bilhetes para a fase de grupos foram vendidos em pacotes para três partidas. Esse jogo estabeleceu um recorde de público (29.073 espectadores chegaram ao estádio).

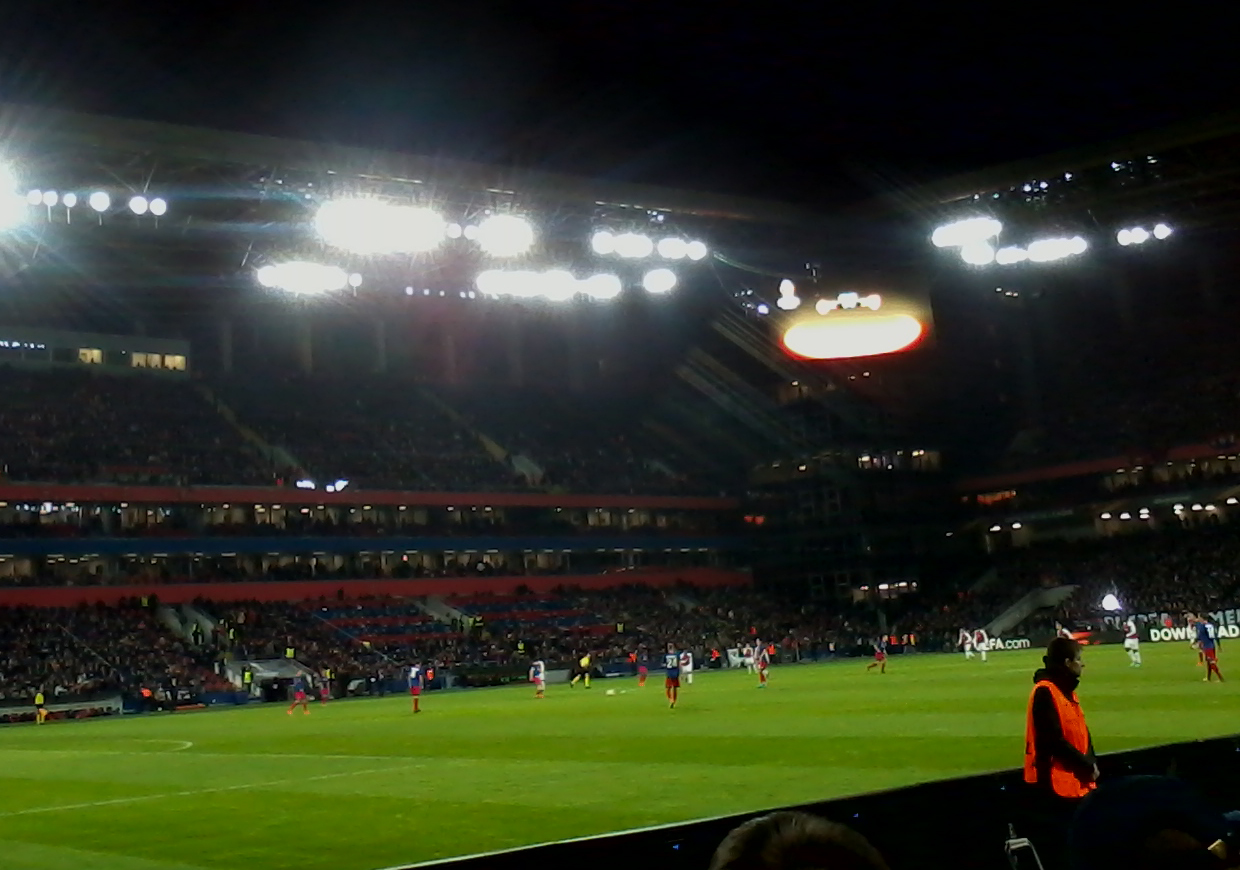
O início do jogo CSKA - Arsenal (29.284 espectadores), que estabeleceu um novo recorde de público

Em 22 de novembro de 2017, foi realizado um jogo da Liga dos Campeões UEFA no VEB Arena, entre o CSKA e o Benfica. A partida terminou com a vitória do CSKA com um placar de 2-0, o jogo foi lembrado pelo fato de que Igor Akinfeev , goleiro do CSKA, sofria gols em cada jogo europeia por 11 anos seguidos, e nesse encontro ele finalmente não foi vazado na partida da Liga dos Campeões UEFA .
Em 12 de abril de 2018, a segunda rodada das quartas-de-final da Liga Europa entre CSKA e Arsenal foi realizada no estádio. O jogo terminou em empate (2-2), e os Gunners chegaram à próxima rodada, vencendo pelo placar agregado 6-3. Em contraste com a fase de grupos da Liga dos Campeões, os bilhetes para este jogo foram vendidos separadamente, e como resultado, o recorde de público de 27 de setembro de 2017 no jogo CSKA - Manchester United foi derrotado: 29.284 espectadores vieram para o jogo com o Arsenal.

### Jogos da Seleção Russa
A primeira partida da Seleção Russa nesse estádio aconteceu em 09 de junho de 2017. Foi um jogo amigável com a Seleção do Chile. A partida terminou em um empate 1-1, o jogador do CSKA Viktor Vasin marcou o único gol da Seleção Russa.
Em 07 de outubro de 2017 no "VEB Arena" foi realizado um jogo amigável da Seleção Russa contra a Seleção Sul-Coreana. A partida terminou na vitória dos donos da casa com um placar de 4-2.
Em 5 de junho de 2018, um jogo amigável da Seleção Russa contra a Seleção Turca acabou num empate (1-1). .

## Registros
- Fedor Chalov (CSKA) é o maior artilheiro da VEB Arena - 15 gols.
- 2 gols contra foram marcados no VEB Arena em um jogo em 7 de outubro de 2017 em um jogo amigável da Seleção Russa contra a Coreia do Sul (4-2).
- Fedor Chalov (CSKA) fez dois hat-tricks no estádio:  Em 6 de maio de 2018 em um jogo contra o Arsenal de Tula (6-0)  Em 1 de setembro de 2018 em um jogo contra o Ural (4-0)